# Juha Jokela

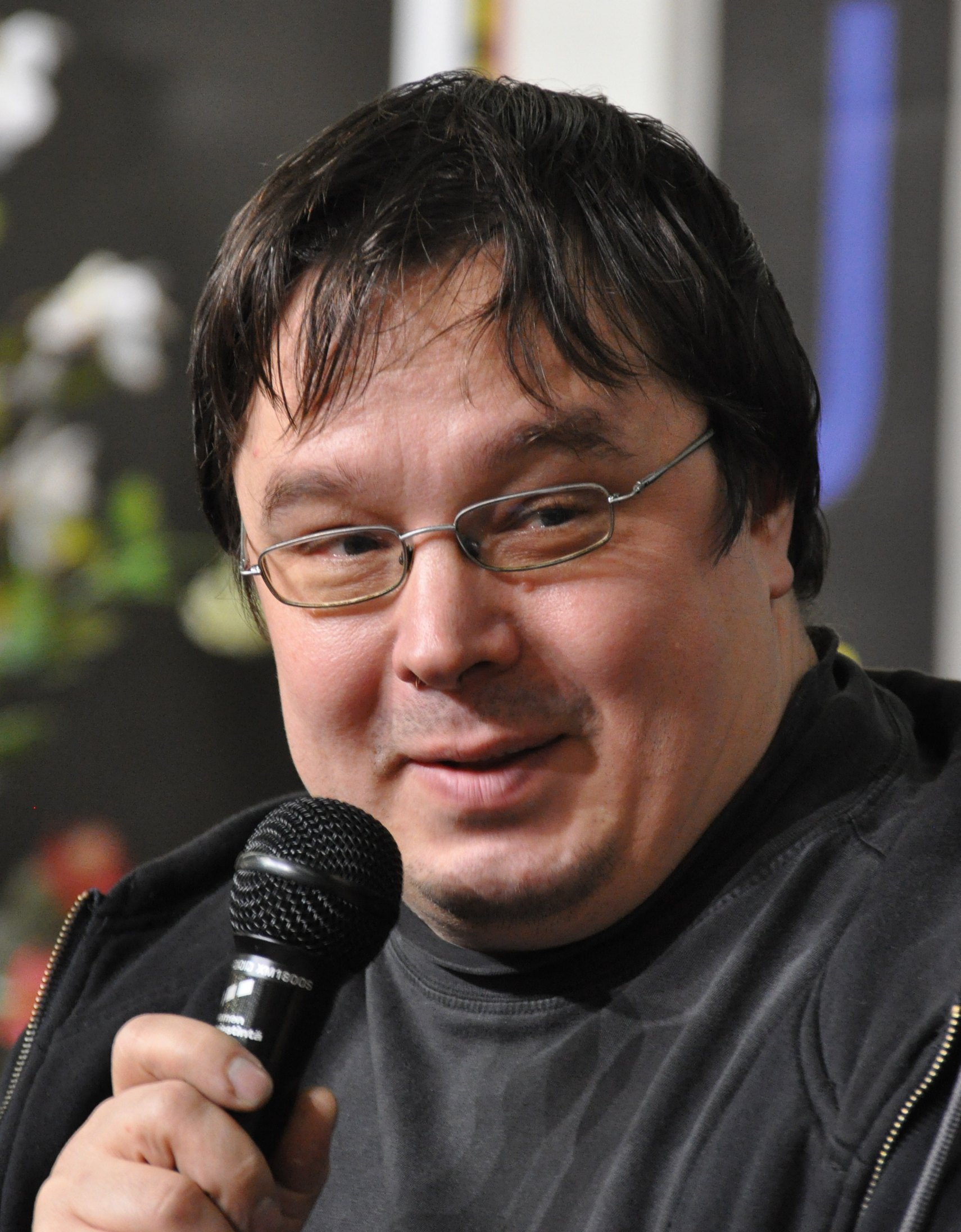
Juha Jokela, 2012

Juha Petteri Jokela (* 7. Januar 1970 in Tampere) ist ein finnischer Dramatiker und Drehbuchautor. Bekannt wurde er national vor allem durch sein Theaterstück Mobile Horror und finnische TV-Serien.

## Leben
Jokela machte seine Studienreifeprüfung 1989 in Tampere und studierte dann von 1990 bis 1994 Kommunikationswissenschaft und Theaterwissenschaft an der Universität Helsinki. Nach 1994 setzte er seine Studien an der Theaterakademie Helsinki fort.
Seinen Lebensunterhalt verdiente der Dramatiker ab 1998 vor allem als Drehbuchautor für finnische Fernseh-Serien. Gelegentlich übernahm er auch die Regie oder Darstellerrollen. Ab den 2000er Jahren schrieb er auch Stücke für das Theater, die in Helsinki oder der Nachbargroßstadt Espoo an großen Theatern aufgeführt wurden. Beim Heidelberger Stückemarkt gewann der Autor 2014 den Publikumspreis mit seinem Stück Der Patriarch.
Jokela ist verheiratet mit der Schauspielerin Mari Lehtonen. Er lebt in der finnischen Hauptstadtregion.

## Werke

### Theaterstücke
- Mobile Horror (2003), uraufgeführt am Teatteri Jurkka
- Fundamentalisti (2006), uraufgeführt am Teatteri Jurkka[2], deutsche Erstaufführung 2010 am Theater Aachen[3]
- Esitystalous (2010), uraufgeführt am Stadttheater Espoo-Tapiola (Espoon kaupunginteatteri)
- Patriarkka (2012), uraufgeführt am Finnischen Nationaltheater
- Esitystalous 2 (2013), uraufgeführt am Stadttheater Espoo (Espoon kaupunginteatteri)

### Drehbücher
- Nahkiaiset, TV-Film (1998)
- Ugrilampaat, TV-Serie, (1999)
- Pulkkinen, TV-Serie, 17 Episoden (1999–2002)
- Remontti, TV-Serie, (2003)
- Me Stallarit, TV-Serie, (2004)
- Firma, TV-Serie, 11 Episoden (2005) – Autor und Regisseur
- Röyhkeä diplomaatti, TV-Serie, 2 Episoden (2007)
- Virta, TV-Serie, 7 Episoden (2010)
- Kallio, TV-Serie, 13 Episoden (2010)
- Kimmo, TV-Serie, 3 Episoden (2012)

## Auszeichnungen (Auswahl)
- 2013: Finnischer Nationalpreis (Suomi-palkinto) als Dramatiker des Jahres
- 2014: Publikumspreis beim Heidelberger Stückemarkt für Der Patriarch (Patriarkka)

## Belege
1. ↑  Ulf Schmidt bekommt Autorenpreis des Heidelberger Stückemarkts, Der Standard vom 5. Mai 2014, abgerufen am 7. Juli 2014.
2. ↑  Minedu (Memento vom 27. Juli 2011 im Internet Archive) (finnisch)
3. ↑  Juha Jokelas Fundamentalist im Theater Aachen

| Personendaten    | Personendaten                             |
| ---------------- | ----------------------------------------- |
| NAME             | Jokela, Juha                              |
| ALTERNATIVNAMEN  | Jokela, Juha Petteri (vollständiger Name) |
| KURZBESCHREIBUNG | finnischer Dramatiker und Drehbuchautor   |
| GEBURTSDATUM     | 7. Januar 1970                            |
| GEBURTSORT       | Tampere, Finnland                         |